# Сељачка буна (серија)
„Сељачка буна” је југословенска телевизијска серија снимљена 1963. године у продукцији ТВ Загреб.

## Улоге
| Глумац         | Улога        |
| -------------- | ------------ |
| Емил Кутијаро  | Матија Губец |
| Вања Драх      |              |
| Мато Грковић   |              |
| Вика Подгорска |              |
| Звонко Стрмац  |              |
| Иван Шубић     |              |

Комплетна ТВ екипа  ▼
| Редитељ    | Данијел Марушић |              |
| Сценариста | Данијел Марушић | (адаптација) |
| Сценариста | Аугуст Шеноа    | (новела)     |